# La Pompéi
Le roman La Pompéi, sous-titréLa mort inouïe de la comtesse, est écrit par René-Victor Pilhes et publié en 1984. Il conte comment une enquête policière met au jour les dessous de tensions politiques de la France contemporaines. Pilhes a publié une suite, Les démons de la cour de Rohan.

## Trame
Un samedi d'octobre 1971, dans un village au pied des Pyrénées centrales, a lieu la messe de funérailles de la comtesse Irène— qui, pour certains, était « la vieille fasciste ».
À cette messe assistent le fils d'Irène, maintenant comte, son épouse Marthe, leur fils Louis, et plusieurs vieux habitants du village. Tout à coup, la comtesse Marthe s'effondre, manifestement assassinée. L'enquête criminelle va rappeler à toutes et tous un passé enfoui. Pendant la Seconde guerre mondiale, la Gestapo se trouvait bien au château, le fils d'Irène était alors aux Volontaires français contre le bolchévisme, et son épouse Marthe était la seuls à avoir rejoint la Résistance. Marthe était alors exaltée, belle, et délurée. L'enquête interroge des amis ariégeois et parisiens, anciens collaborateurs et anciens résistants, patrons de presse de droite et étudiants de gauche
.